# Elajoplast

Typy plastydów

Elajoplast – bezbarwny leukoplast występujący w komórkach roślinnych. Gromadzi materiał zapasowy w postaci tłuszczów. Elajoplasty obecne są szczególnie często u wątrobowców i jednoliściennych.
Występują w organach przechowujących materiały zapasowe w postaci tłuszczów, między innymi w nasionach oleistych. Obecność elajoplastów jest też charakterystyczna dla tapetum u wielu gatunków roślin. W tapetum Brassica napus organellum zawiera liczne, małe krople lipidów, składających się głównie ze steroli i triacylogliceroli. Wewnątrz elajoplastów stwierdzono również obecność białek o masie 34 i 36 kDa. Wraz z tapetosomami są odpowiedzialne za powstanie powłoki lipidowej otaczającej dojrzałe ziarna pyłku.